# Fluid ounce
Fluid ounce is een Angelsaksische inhoudsmaat met eenheidssymbool fl oz.
1 fl oz = 0,05 pt ≈ 0,0284131 l = 2,84131 × 10−5 m³.
Fluid ounce is geen SI-eenheid.